# Podszklanka
Podszklanka – potok, dopływ Czarnej Orawy. Na niektórych mapach opisywany jest jako Bukowiński Potok, Bukowski Potok lub Bukowski Strumyk. Ma źródła na wysokości około 870 m na południowych stokach Bukowińskiego Wierchu we wsi Bukowina-Osiedle. Przepływa przez miejscowości Podszkle i Podwilk. W tej ostatniej miejscowości uchodzi do Czarnej Orawy jako jej lewy dopływ. Następuje to na wysokości ok. 660 m.
Podszklanka znajduje się w zlewisku Morza Czarnego. Cały bieg potoku znajduje się na Pogórzu Orawsko-Jordanowskim (w regionalizacji fizycznogeograficznej Polski według Jerzego Kondrackiego w Beskidzie Orawsko-Podhalańskim).